# Orquestra da Corte de Hanôver
A Orquestra da Corte de Hanôver (em alemão: Hannoversche Hofkapelle) é uma orquestra localizada em Hanôver, Alemanha. O repertório da orquestra não é restrito apenas em muitas formas de música barroca, mas também inclui trabalhos clássicos e românticos. 